# دژچیم
دژچیم (به لهستانی:  Drzycim) یک روستا در لهستان است که در گمینا دژچیم واقع شده‌است. دژچیم ۱٬۲۰۰ نفر جمعیت دارد.